# Wangjia (sockenhuvudort i Kina, Sichuan Sheng, lat 32,53, long 106,16)
Wangjia (kinesiska: 汪家) är en sockenhuvudort i Kina. Den ligger i provinsen Sichuan, i den sydvästra delen av landet, omkring 290 kilometer nordost om provinshuvudstaden Chengdu. Antalet invånare är 5 898. Befolkningen består av 2 937 kvinnor och 2 961 män. Barn under 15 år utgör 20,0 %, vuxna 15-64 år 68 %, och äldre över 65 år 11,0 %.
Runt Wangjia är det ganska tätbefolkat, med 155 invånare per kvadratkilometer. Närmaste större samhälle är Fuqing, 10,3 km sydost om Wangjia. I omgivningarna runt Wangjia växer i huvudsak blandskog.
Genomsnittlig årsnederbörd är 1 312 millimeter. Den regnigaste månaden är juli, med i genomsnitt 346 mm nederbörd, och den torraste är december, med 2 mm nederbörd.